# Robustanoplodera inauraticollis
Robustanoplodera inauraticollis là một loài bọ cánh cứng trong họ Cerambycidae.